# Orchestra Regală Concertgebouw
Orchestra Regală Concertgebouw (în neerlandeză Koninklijk Concertgebouworkest) este o orchestră simfonică din Țările de Jos, cu sediul în Concertgebouw (Amsterdam). Fondată în anul 1888, titlul Koninklijk (Regală) i-a fost conferit de regina Beatrix la jubileul centenar din 1988. Este considerată una dintre cele mai performante orchestre din lume.